# Crucero San Lorenzo Tajín
Crucero San Lorenzo Tajín är en ort i Mexiko.   Den ligger i kommunen Papantla och delstaten Veracruz, i den sydöstra delen av landet, 210 km nordost om huvudstaden Mexico City. Crucero San Lorenzo Tajín ligger 114 meter över havet och antalet invånare är 185.
Terrängen runt Crucero San Lorenzo Tajín är platt. Runt Crucero San Lorenzo Tajín är det ganska tätbefolkat, med 72 invånare per kvadratkilometer. Närmaste större samhälle är Poza Rica de Hidalgo, 15,0 km nordväst om Crucero San Lorenzo Tajín. Omgivningarna runt Crucero San Lorenzo Tajín är en mosaik av jordbruksmark och naturlig växtlighet.